# Charles Maclean
Charles Maclean (ur. 31 października 1946 roku w Argyll w Szkocji) - pisarz, publicysta, autorytet i znawca whisky. Najstarszy syn sir Fitzroy Macleana. Zanim zaczął pisać, zajmował się m.in. pasterstwem, grał też w zespole rockandrollowym.
Zadebiutował wydaną w 1972 roku książką Island On The Edge Of The World - autentyczną historią mieszkańców małej wyspy, którzy żyli odseparowani od cywilizacji przez ponad 2 tysiące lat. Wraz z przybyciem misjonarzy i turystów na wyspę dotarły również pieniądz, choroby i zepsucie. Doprowadziło to do rozpadu lokalnej społeczności i w konsekwencji w 1930 roku wyspa została ostatecznie opuszczona. Za tę powieść autor otrzymał nagrodę Scottish Arts Council New Writer's Award"". W latach siedemdziesiątych XX wieku poświęcił dwa lata na badaniu prawdziwej historii dwóch dziewczynek żyjących z wilkami w bengalskiej dżungli. Efektem tej pracy była wydana w 1977 roku książka The Wolf Children.
Jest założycielem Whisky Magazine, a od 1995 roku współtworzy Malt Whisky Society's Newsletter. Obecnie uważany za światowy autorytet w dziedzinie szkockiej whisky. Regularnie pisze artykuły dla czasopism w Rosji, Holandii, Wielkiej Brytanii, USA i Kanady. Jest również konsultantem przemysłu gorzelniczego.

## Twórczość
- 1972 Island On The Edge Of The World
- 1977 The Wolf Children
- 1977 The Patetic Phallus
- 1980 Hercules the Bear
- 1982 The Wather
- 1992 The Pocket Guide to Scotch Whisky
- 1983 The Forth Railway Bridge
- 1983 Get to Know the Forests of Northern England
- 1984 The Atlas of Royal Britain - Scottish section
- 1985 The Fringe of Gold: the fishing villages of Scotland's East Coast, Orkney and Shetland
- 1986 250 Tours of Britain - Scottish section
- 1990 The Clan Almanac
- 1992 The Pocket Guide to Scotch Whisky
- 1993 An Introduction to Malt Whisky
- 1993 Scottish Toasts and Graces
- 1994 Discovering Scotch Whisky
- 1995 Scottish Castles
- 1995 Scottish Clans
- 1996 The Silence
- 1996 The Pitkin Guide to Scotch Whisky
- 1992 Scottish Country
- 1997 Malt Whisky (Polska 2002)"[2]".
- 2000 Romantic Scotland
- 2001 The Robertson Trust
- 2003 Whisky: A Liquid History
- 2004 Maclean's Miscellany of Whisky
- 2005 The Whisky Almanac 2005
- 2009 Home Before Dark
- 2012 The Watcher